# Cratere Whiting
Whiting  è un cratere sulla superficie di Venere. Deve il proprio nome alla fisica e astronoma statunitense Sarah Frances Whiting (1847-1927).